# Ceratomyxa adeli
Ceratomyxa adeli is een microscopische parasiet uit de familie Ceratomyxidae. Ceratomyxa adeli werd in 1998 beschreven door Bakay & Grudnev. 